# Fibrochondrogenèse
 Mise en garde médicale
Le fibrochondrogenèse est un nanisme létal très rare. Il se distingue des autres formes de nanismes létaux par :
- De larges métaphyses des os longs
- Aspect piriforme des corps vertébraux à l'examen radiologique
- Des aspects histologiques caractéristiques.

## Autres noms
- Aucun nom connu

## Étiologie
- Mutation du gène non connu

## Description
Le nouveau-né présente un faciès caractéristique avec des yeux protubérants, un petit nez plat avec des narines antéversées et une petite bouche avec un philtrum long.

Les segments des membres sont tous atteints mais les bras ont souvent une taille normale. Le thorax est étroit et les côtes sont minces. Le nouveau-né présente souvent un hydrops fœtal.

## Mode de transmission
Transmission autosomique récessive

## Conseil génétique
Le diagnostic anténatal de fibrochondrogenèse est possible par échographie.

En l'absence de la mutation responsable aucun diagnostic n'est possible par amniocentèse ou biopsie de trophoblaste

## Sources
- (fr) Site en français de renseignement sur les maladies rares et les médicaments orphelins
- (en) Online Mendelian Inheritance in Man, OMIM (TM). Johns Hopkins University, Baltimore, MD. MIM Number:228520